# Allium litvinovii
Allium litvinovii — вид рослин з родини амарилісових (Amaryllidaceae); поширений в Узбекистані, Киргизстані й Таджикистані.

## Опис
Зонтик щільний, кулястий. Квітки темні, сині з відтінком фіолетового. 

## Поширення
Поширений в Узбекистані, Киргизстані й Туркменістані.